# وانگ لونگ
وانگ لونگ (انگلیسی: Wang Long؛ زادهٔ ۲۷ نوامبر ۱۹۸۵) بازیکن هندبال اهل چین است. وی در بازی‌های المپیک تابستانی ۲۰۰۸ شرکت کرده‌است.